# Mario Augusto Gómez Urbina
Mario Augusto Gómez Urbina (Callao, Província Constitucional del Callao, Perú, 20 de maig de 1981 -) és un futbolista peruà.
L'equip Universitario de Deportes el va fitxar el 1998. Osvaldo Piazza el va fer debutar en un partit davant Juan Aurich. El 2003 va ser fitxat per l'Sport Ancash. Després va passar a la Universitat San Martín i a Sport Boys, on tornaria a cobrar protagonisme. Després de passar pel Juan Aurich va ser contractat pel Cienciano del Cusco. En la temporada 2010 va fitxar per l'Sport Boys de la Primera Divisió del Perú. L'abril de 2010 va ser detingut per la policia després de ser acusat de disparar contra un jove de 17 anys.1 Després de 73 dies a la presó va ser alliberat el 7 de juliol d'aquest mateix any i va tornar al club Sport Boys. Ha estat internacional amb la selecció de futbol del Perú el 2007 i també ha jugat en la categoria Sub-20. Del 2013 al 2016 va jugar a Los Caimanes Puerto Eten.